# Experiments and Observations on Different Kinds of Air

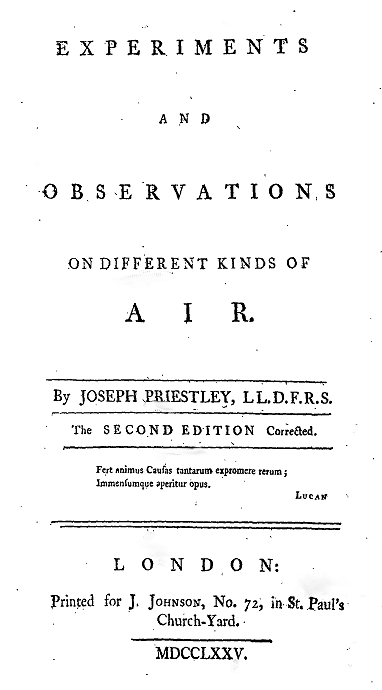
Page de titre de Experiments and Observations

Experiments and Observations on Different Kinds of Air (1774-86) est un ouvrage en six volumes dans lequel le polymathe britannique Joseph Priestley, relate ses expériences sur les « airs » (gaz) et particulièrement sa découverte du gaz oxygène qu'il baptisa « air déphlogistiqué ».

## Les airs
Comme conseiller de Lord Shelburne, à Calne, Priestley jouit d'une grande liberté et dispose de temps pour la recherche scientifique, au point que Shelburne fait aménager pour lui un laboratoire. Ses expériences sont presque entièrement consacrées aux « airs », et conduisent à la publication de ses textes scientifiques majeurs : les six volumes d'Experiments and Observations on Different Kinds of Air (1774-86). Ces expériences contribuent à anéantir les derniers vestiges de la théorie des Quatre éléments, que Priestley tente de remplacer par sa propre variante de la théorie phlogistique.  Selon la théorie du XVIIIe siècle, la combustion ou oxydation d'une substance correspond à la libération d'une substance, le « phlogistique ».
Le premier volume d'Experiments and Observations on Different Kinds of Air décrit plusieurs découvertes : nitrous air (monoxyde d'azote, NO); vapor of spirit of salt, baptisé plus tard « air acide » ou « air acide marin » (chlorure d'hydrogène, HCl); alkaline air (ammoniac, NH3) ; diminished ou dephlogisticated nitrous air (protoxyde d'azote, N2O) ; et le plus fameux, dephlogisticated air (oxygène, O2) ainsi que d'autres résultats expérimentaux qui conduiront à la découverte de la photosynthèse. Priestley développe également un « test de l'air nitreux » afin de déterminer la « qualité de l'air ». Avec une pompe à air, il mélange de l'« air nitreux » avec un échantillon test, au-dessus d'eau ou de mercure, et mesure la diminution du volume du gaz ; le principe de l'eudiomètre. Après un bref rappel de l'histoire des airs, il décrit ses propres expériences dans un style ouvert et sincère. Comme l'écrit un de ses premiers biographes, « tout ce qu'il sait ou pense, il le dit : les doutes, les incertitudes, les erreurs sont mentionnés avec la plus rafraîchissante franchise ». Priestley y décrit également son matériel expérimental, bon marché et facile à réaliser, ses collègues pourront ainsi, estime-t-il, plus facilement reproduire ses expériences. 
Confronté à des résultats incohérents, Priestley a recours à la théorie phlogistique ; ce qui le fait conclure qu'il n'existe que trois types d'« air » : fixed, alkaline et acid. Priestley rejette l'essor de la chimie à son époque. Au lieu de cela, il se concentre sur les gaz et les « changements dans leurs propriétés sensibles » comme l'avaient fait les autres philosophes naturels. Il isole le monoxyde de carbone (CO), mais apparemment, ne se rend pas compte qu'il s'agit d'un « air » différent.

### Découverte de l'oxygène
Après la publication du premier volume de Experiments and Observations, Priestley entreprend de nouvelles expériences. En août 1774, il isole un « air » qui semble être tout à fait nouveau, mais il n'a pas le temps d'en poursuivre l'étude car il doit partir pour un tour d'Europe avec Shelburne. Cependant, alors qu'il se trouve à Paris, Priestley tente de présenter son expérience à d'autres, comme au chimiste français, Antoine Lavoisier. Après son retour en Grande-Bretagne en janvier 1775, il reprend ses expériences et découvre le vitriolic acid air (dioxyde de soufre, SO2).
En mars il écrit à plusieurs personnes au sujet du « nouvel air » qu'il a découvert en août dernier. L'une de ces lettres est lue en séance de la Royal Society et un article présentant la découverte, intitulé An Account of further Discoveries in Air, est publié dans le journal de la Société, le Philosophical Transactions. Priestley a nommé la nouvelle substance dephlogisticated air. Il l'a produite en concentrant des rayons du soleil sur de l'oxyde de mercure. Il la teste en premier sur une souris, dont la survie le surprend puisqu'elle est confinée dans cet « air » ; puis sur lui-même, écrivant qu'il est « cinq ou six fois meilleur que l'air habituel pour la respiration, l'inflammation, et, je le pense, que tout autre usage de l'air atmosphérique habituel ». Il vient de découvrir le gaz oxygène (O2).
Priestley réunit ses articles sur l'oxygène avec quelques autres dans le second volume d' Experiments and Observations on Air, publié en 1776. Il n'insiste pas sur sa découverte du dephlogisticated air (prévue pour la troisième partie de l'ouvrage) mais soutient plutôt dans la préface combien ces découvertes sont importantes pour la religion rationnelle. Son exposé raconte la découverte de manière chronologique, relatant les longs délais entre les expériences et ses premières perplexités. Il est donc difficile de déterminer le moment exact où Priestley a « découvert » l'oxygène. Cette date est importante car aussi bien Lavoisier que le pharmacien suédois Carl Wilhelm Scheele ont vivement revendiqué cette découverte ; Scheele pour avoir été le premier à isoler le gaz (même s'il a publié après Priestley) et Lavoisier pour avoir été le premier à le décrire comme air purifié « sans changement et sans altération » (il est le premier à expliquer l'oxygène sans recours à la théorie phlogistique).